# Ruggero Bernardo I di Pallars Sobirà
Ruggero Bernardo I di Pallars Sobirà (in spagnolo Rogelio Bernardo, in catalano Roger Bernat, in francese Roger Bernard; seconda metà XIV secolo circa – 1424 circa) fu Conte di Pallars Sobirà dal 1416 fino alla sua morte.

## Origine
Ruggero Bernardo, secondo Sort y comarca Noguera-Pallaresa, era il figlio primogenito del Conte di Pallars Sobirà, Ugo Ruggero II e Bianca di Castelbon, figlia del Visconte di Castelbon e signore di Moncada, Ruggero Bernardo I di Castelbon e di Costanza de Luna, Signora di Segorbe, Paterna, La Puebla de Vallbona, El Alton Mijares, come conferma Pierre de Guibours, detto Père Anselme de Sainte-Marie o più brevemente Père Anselme.

Ugo Ruggero II di Pallars Sobirà, ancora secondo Sort y comarca Noguera-Pallaresa, era il figlio terzogenito del Conte di Pallars Sobirà, Ugo Ruggero I e di Geralda de Cruïlles, figlia di don Onofrio de Cruïlles, ammiraglio d'Aragona.

## Biografia
Il re della corona d'Aragona, Giovanni il Cacciatore, morì il 19 maggio 1396, improvvisamente, per una caduta da cavallo, e siccome al momento della sua morte, senza eredi maschi, gli erano sopravvissute solo due figlie, come re d'Aragona, gli succedette il suo fratello minore don Martin, salito al trono come Martino I l'Umanista; Ruggero Bernardo assistette all'incoronazione di Martino I a Saragozza nel 1399.
Alla morte di Martino I l'Umanista, nel 1410, senza discendenza legittima, seguì un periodo di incertezza, detto "l'interregno", che durò due anni e che, essendo l'opinione pubblica molto divisa tra i cinque pretendenti, portò l'Aragona sull'orlo della guerra civile; Ruggero Bernardo come suo padre, Ugo Ruggero II, appoggiò Luigi III d'Angiò, duca di Calabria, nipote, attraverso sua madre, Iolanda di Aragona, di Giovanni I di Aragona.
Le Cortes di Catalogna, di Valencia e d'Aragona decisero per un arbitrato, nominarono tre rappresentanti per regno, trascurando però di invitare i rappresentanti di Maiorca, Sicilia e Sardegna: i nove delegati scelsero tra i cinque pretendenti e, col Compromesso di Caspe, del 1412, decisero che sarebbe stato sovrano della corona d'Aragona e re di Sicilia Ferdinando el de Antequera, infante del castigliano casato di Trastámara.

Giacomo II di Urgell non riconobbe la decisione di Caspe, anzi, ottenuto l'aiuto degli Inglesi, dei guasconi e dei Navarresi, tra il 1412 ed il 1413, diede inizio ad una guerra civile, in cui Ruggero Bernardo, al seguito del padre, Ugo Ruggero II, si schierò con Ferdinando contro Giacomo II.
Suo padre, Ugo Ruggero II, morì nel 1416 circa e Ruggero Bernardo gli succedette, come Ruggero Bernardo I.
Ruggero Bernardo I divenne ben presto uno dei leader del partito che difendeva a tutti i costi le libertà e i privilegi delle classi dirigenti catalane contro l'autoritarismo della dinastia dei Trastàmara. 

Con Bernardo Cabrera, Dalmazzo VII de Roccabertí, e altri nobili, alla corte di Barcellona nel 1416, presiedeva la fazione che rifiutava i sussidi al re d'Aragona, Alfonso V il Magnanimo per la guerra contro la Repubblica di Genova.
Allo stesso modo, nel 1418, Ruggero Bernardo I faceva parte della Junta de Molins de Rei, creata per inviare un'ambasciata al re e chiedere la riforma del governo e l'espulsione degli stranieri (castigliani) dalle cariche pubbliche nel Principato di Catalogna.
Pur continuando ad essere tra i capi della fazione contraria a qualsiasi impegno per la monarchia, nel 1423, Ruggero Bernardo I si recò con il cognato Giovanni Raimondo Folch II de Cardona nel regno di Napoli, dove, al servizio di Alfonso V il Magnanimo, combatté per la conquista della capitale. 

La conquista di Napoli, dopo due giorni di attacchi viene riportata nella Sort y comarca Noguera-Pallaresa.
Ruggero Bernardo I aveva fatto testamento prima di partire per Napoli.

Ruggero Bernardo I morì l'anno dopo (1424) e gli succedette il figlio maschio, Arnaldo Ruggero, come Arnaldo Ruggero IV.

## Matrimonio e discendenza
Ruggero Bernardo I aveva sposato Beatrice di Cardona, figlia del primo conte di Cardona, Barone di Bellpuig e Visconte di Vilamur, Hugo Folch de Cardona e di Beatrice de Luna. 

Ruggero Bernardo I da Beatrice ebbe due figli:
- Bianca (o Margherita), che sposò Jaime de Bellera[11];
- Arnaldo Ruggero († 1451 circa), Conte di Pallars Sobirà[12].